# Dove siete? Io sono qui
Dove siete? Io sono qui es una película dirigida por Liliana Cavani con Anna Bonaiuto, Chiara Caselli, Elena Setti y Gaetano Carotenuto.

## Historia
La madre de Fausto se niega a aceptar que su hijo es sordo y se niega a enviarlo a una escuela especial donde puede aprender la lengua de señas. Su tía, sin embargo, le enseña a comunicarse y le presenta a un grupo de sordos. Allí Fausto conoce a Elena y se enamora de Elena, olvidándose de la novia "oficial" que le había escogido su madre. 
Los dos planean ir a Gallaudet University, una universidad especial para sordos en Washington, pero la madre hace todo lo que puede para complicarles las cosas. Elena es atropellada por un coche y acaba hospitalizada. A partir de entonces, Fausto descubre por primera vez lo que está sucediendo a su alrededor.